# Karadiguddi, Belgaum
Karadiguddi là một làng thuộc tehsil Belgaum, huyện Belgaum, bang Karnataka, Ấn Độ.